# Leucauge tetragnathella
Leucauge tetragnathella är en spindelart som beskrevs av Embrik Strand 1907. Leucauge tetragnathella ingår i släktet Leucauge och familjen käkspindlar.
Artens utbredningsområde är Madagaskar. Inga underarter finns listade i Catalogue of Life.